# Tia (déesse)
Pour les articles homonymes, voir Tia.
Dans la mythologie haïda, Tia est la déesse de la mort paisible. Elle entretient une relation de dualisme avec son homologue Ta'xet, dieu de la mort violente.